# Петті-офіцер II класу

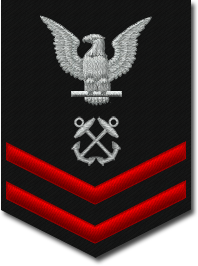
Нашивка петті-офіцера II класу військово-морських сил США та Берегової охорони

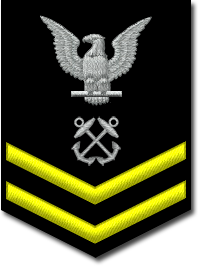
Нашивка петті-офіцера II класу ВМС США з 2-ма золотими шевронами за бездоганну службу 12 й більше років вислуги

Пе́тті-офіце́р II класу (англ. Petty Officer Second Class) (PO2) — військове звання петті-офіцерів зі складу військово-морських сил США та Берегової охорони Збройних сил країни. Військове звання петті-офіцера II класу також існує у Кадетському корпусі ВМС США.
У Військово-морських силах США це звання відноситься до п'ятого ступеня військової ієрархії (E-5). Нижче за військове звання петті-офіцер I класу та вище за звання петті-офіцер III класу. У Збройних силах США це звання дорівнює званням: сержант — в армії США, штаб-сержант — у ВПС країни, сержант — у Корпусі морської піхоти США.

## Петті-офіцер II класу
У Військово-морських силах США, кожен петті-офіцер, у залежності до фаху або спеціалізації на бойовому кораблі тощо має відповідно офіційне скорочення до свого звання, наприклад, «GM» для оператора гармат корабельної артилерії, «BM» для боцманів або «FT» для фахівці систем керування вогнем. У поєднанні зі званням петті-офіцера, це скорочення дає уявлення про повне звання військовослужбовця, як то «IT2» — технік інформаційних систем другого класу.
Просування по службі військового ВМС або Берегової охорони здійснюється на загальних правилах, які однакові для петті-офіцерів першого і третього класів.
Сучасними керівництвами максимальний термін перебування на посаді петті-офіцера II класу у військово-морському флоті визначений 14 років (сумарна вислуга років). Якщо петті-офіцер II класу не отримав просування по службі на посаду петті-офіцера I класу, він звільняється з активної служби у ВМС Сполучених Штатів, або переводиться до Резерву ВМС.

## Знаки розрізнення
Знаком розрізнення для петті-офіцера другого класу є нарукавна нашивка з орлом, який розміщений вище емблеми фахівця флоту та двох шевронів. На білих мундирах, орел, емблеми фахівця і шеврони темно-синього кольору. На темно-синій (чорній) формі, орел і емблеми фахівця білі, і шеврони червоного кольору. Якщо петті-офіцер служив у військово-морському флоті 12 років й більше й має відмінну поведінку, то на нарукавній нашивці він носить два золотих шеврони. Берегова охорона не використовує золоті шеврони.
На робочій формі одягу, а також на камуфльованій формі ВМС, відсутні емблеми фахівця та знаки розрізнення приглушених тонів без кольорових відтинків.